# 恵明寺 (長野市)
恵明寺（えみょうじ）は、長野県長野市松代町西条にある黄檗宗の寺院。山号は象山（ぞうざん）。松代藩主真田幸道の正室豊姫の霊屋がある。
佐久間象山の号は本寺にちなんだとされる。

## 歴史
- 1677年（延宝5年）6月 真田幸道により開基。
- 1825年（文政8年）5月 本堂から出火。またしばらくして不二庵から出火。当時から残るのは山門のみとなった。
- 1833年（天保4年）10月 真田幸貫により本堂、霊屋、鐘楼、庫裏が再建される。

## 境内

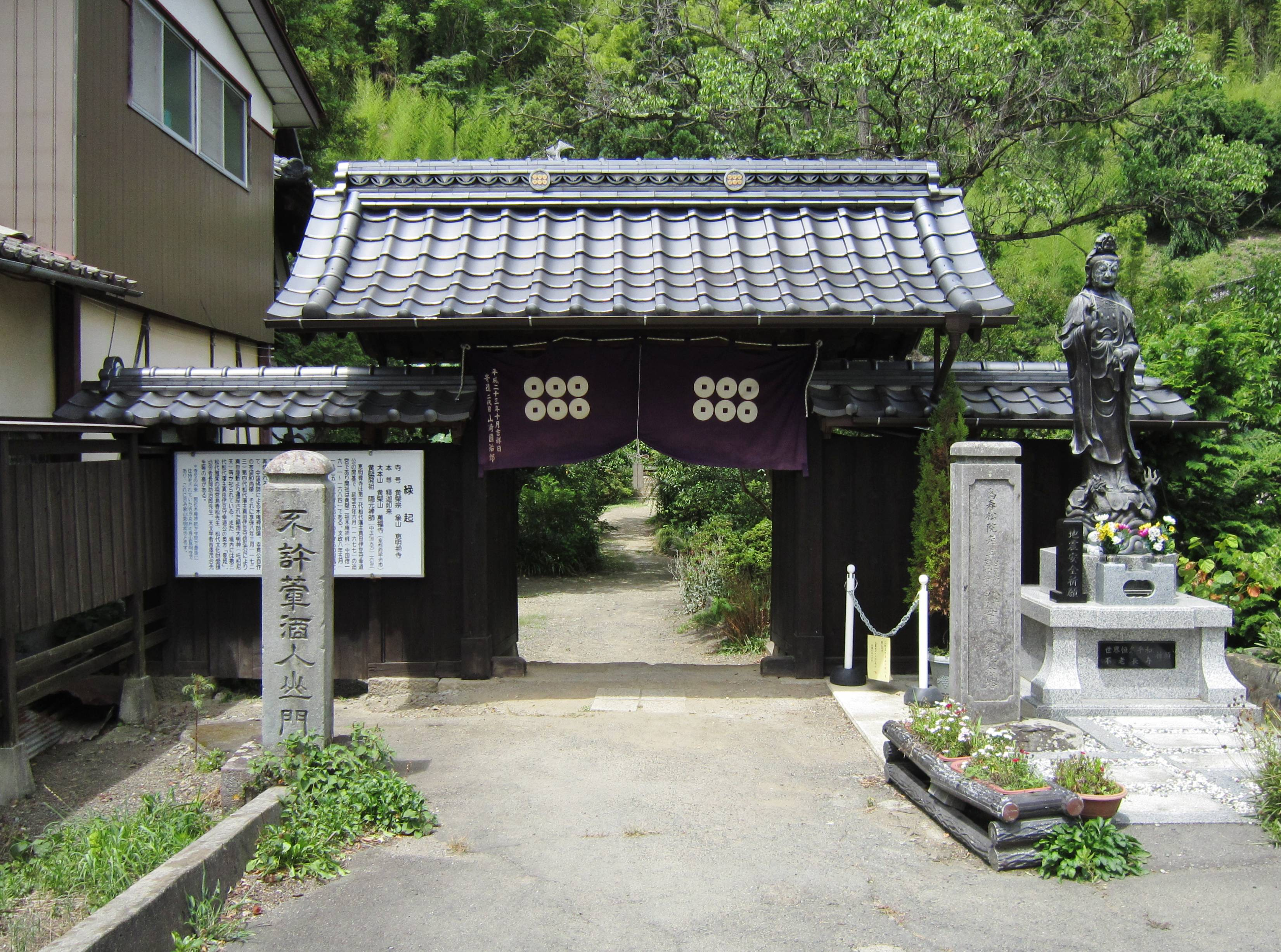
山門
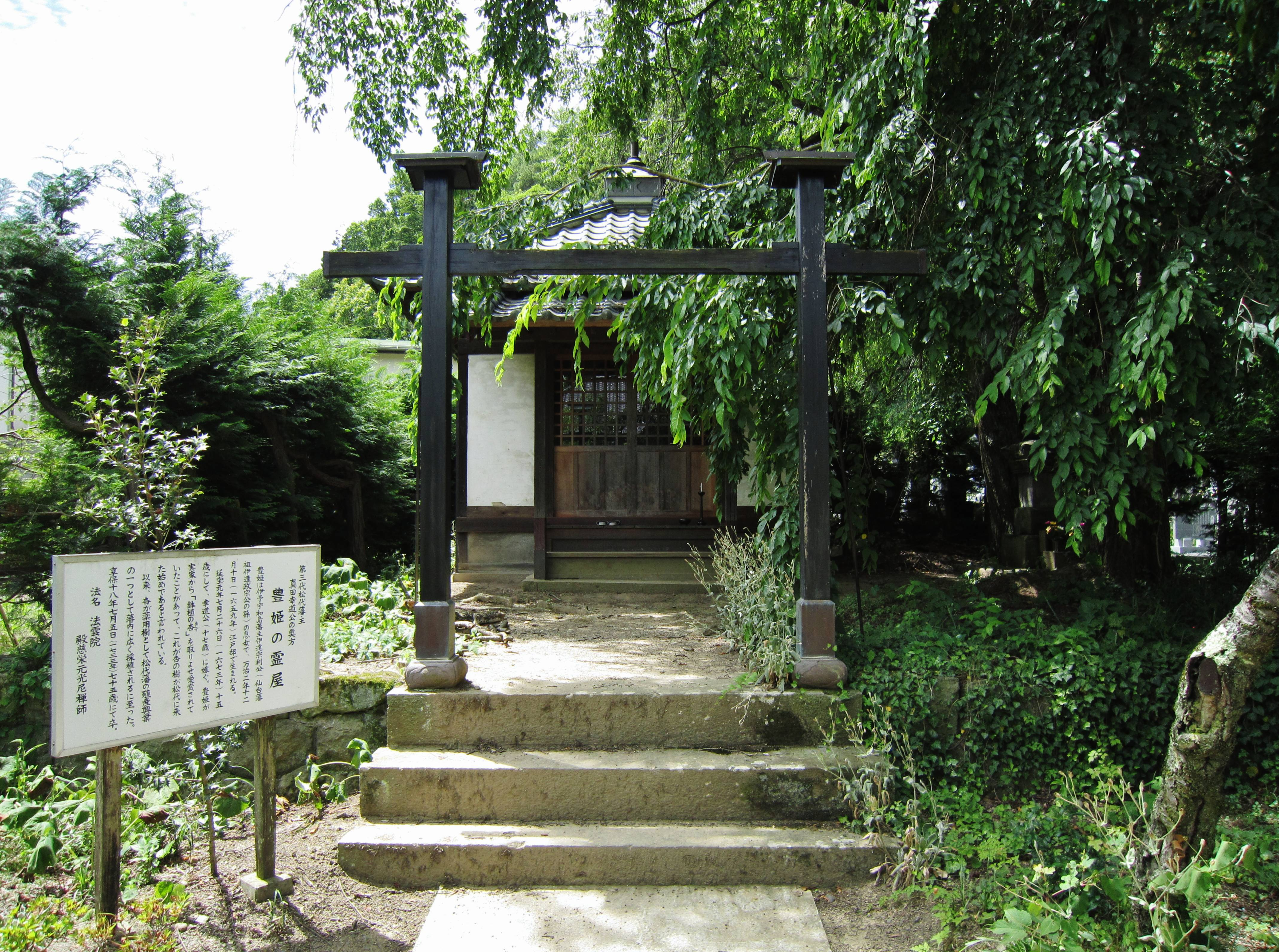
豊姫の霊屋
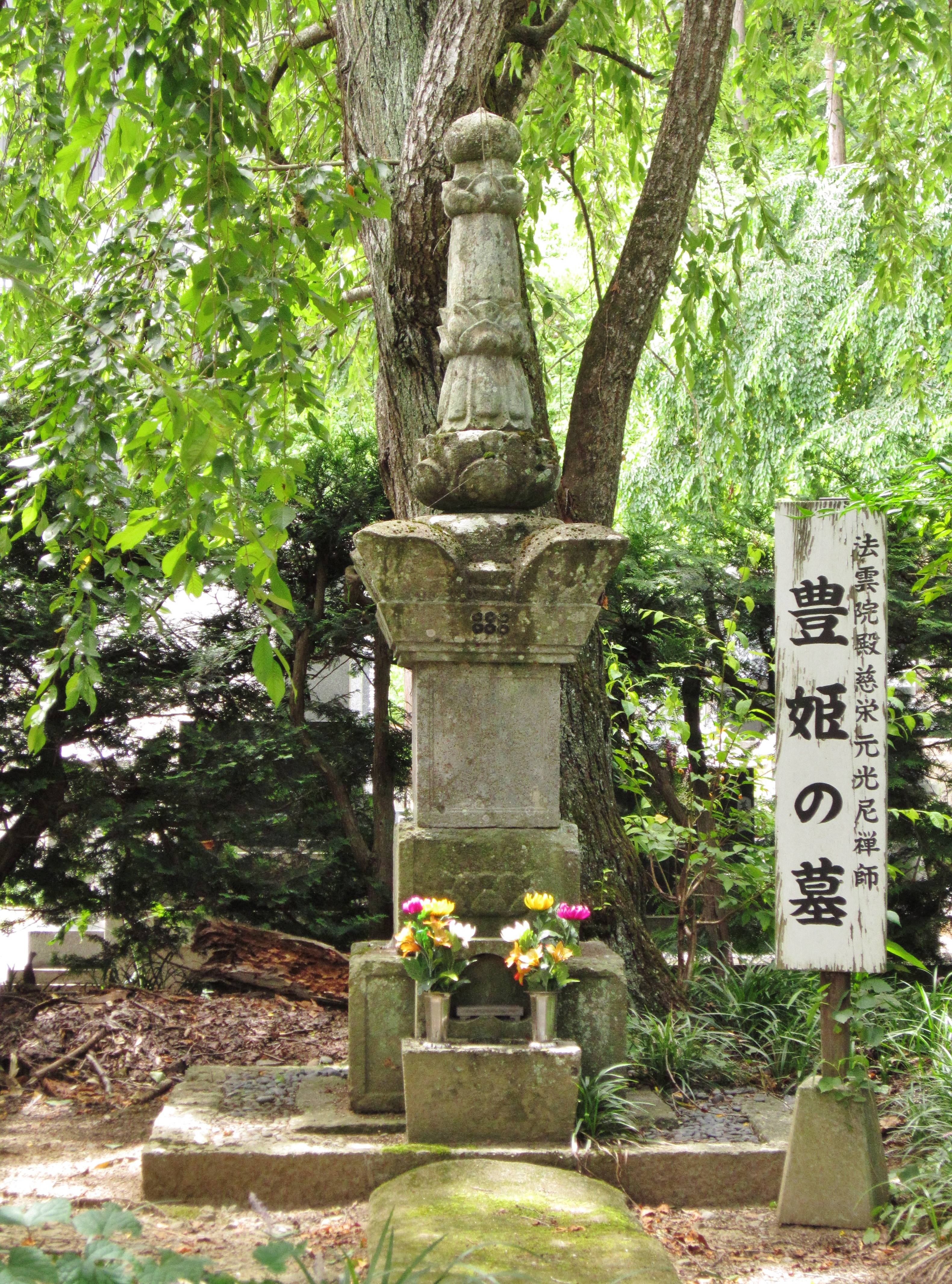
豊姫の墓